# Grey’s Anatomy/Staffel 1
Die erste Staffel der US-amerikanischen Krankenhaus-Serie Grey’s Anatomy wurde vom 27. März 2005 bis zum 22. Mai 2005 auf dem US-amerikanischen Sender ABC gesendet. Die deutschsprachige Erstausstrahlung erfolgte vom 6. März bis zum 1. Mai 2006 beim Schweizer Sender SF zwei.

## Darsteller
Der Cast von Grey’s Anatomy trat in der ersten Staffel folgendermaßen in Erscheinung:
| Rollenname          | Schauspieler       | Folgen | Anzahl   | Synchronsprecher   |
| ------------------- | ------------------ | ------ | -------- | ------------------ |
| Dr. Meredith Grey   | Ellen Pompeo       | 1–9    | 9 Folgen | Ulrike Stürzbecher |
| Dr. Cristina Yang   | Sandra Oh          | 1–9    | 9 Folgen | Christin Marquitan |
| Dr. Alex Karev      | Justin Chambers    | 1–9    | 9 Folgen | Dennis Schmidt-Foß |
| Dr. Izzie Stevens   | Katherine Heigl    | 1–9    | 9 Folgen | Antje von der Ahe  |
| Dr. George O’Malley | T. R. Knight       | 1–9    | 9 Folgen | Nico Mamone        |
| Dr. Derek Shepherd  | Patrick Dempsey    | 1–9    | 9 Folgen | Boris Tessmann     |
| Dr. Miranda Bailey  | Chandra Wilson     | 1–9    | 9 Folgen | Anke Reitzenstein  |
| Dr. Preston Burke   | Isaiah Washington  | 1–9    | 9 Folgen | Johannes Berenz    |
| Dr. Richard Webber  | James Pickens Jr.  | 1–5, 9 | 6 Folgen | Roland Hemmo       |
| Tyler Christian     | Moe Irvin          | 1, 4–6 | 4 Folgen | Assad Schwarz      |
| Dr. Ellis Grey      | Kate Burton        | 1, 4–5 | 3 Folgen | Anita Lochner      |
| Olivia Harper       | Sarah Utterback    | 7–9    | 3 Folgen | Anja Stadlober     |
| Dr. Ray Sen         | Anjul Nigam        | 2, 8   | 2 Folgen |                    |
| Patricia            | Robin Pearson Rose | 2, 9   | 2 Folgen | Gisela Fritsch     |

Außerdem traten in der ersten Staffel in der letzten Episode die Rollen Dr. Knox, gespielt von Catherine Dao, sowie Dr. Addison Forbes Montgomery-Shepherd, gespielt von Kate Walsh, auf. Beide Rollen werden in weiteren Staffeln ebenfalls verkörpert, die Rolle von Dr. Knox allerdings dann ab der fünften Staffel von Payton Silver.

## Episoden
| Nr. (ges.) | Nr. (St.) | Deutscher Titel            | Originaltitel                  | Erstausstrahlung USA | Deutschsprachige Erstausstrahlung (AT/CH) | Regie              | Drehbuch                           |
| --- | --------- | -------------------------- | ------------------------------ | -------------------- | ----------------------------------------- | ------------------ | ---------------------------------- |
| 1 | 1         | Nur 48 Stunden             | A Hard Days Night              | 28. März 2005        | 9. März 2006                              | Peter Horton       | Shonda Rhimes                      |
| Die Assistenzärztin Meredith Grey beginnt ihre praktische Ausbildung als Ärztin neben vier weiteren Assistenzärzten im Seattle Grace Hospital. Ihr One-Night-Stand der vergangenen Nacht stellt sich als Oberarzt Dr. Shepherd heraus. Merediths Ausbildungsleiterin ist die strenge Miranda Bailey. An ihrem ersten Tag behandelt Meredith eine Schönheitskönigin. Nach 48 Stunden ist ihre erste Schicht beendet. |           |                            |                                |                      |                                           |                    |                                    |
| 2 | 2         | Grenzen                    | The First Cut is the Deepest   | 3. Apr. 2005         | 13. März 2006                             | Peter Horton       | Shonda Rhimes                      |
| Im Krankenhaus wird ein Vergewaltigungsopfer eingeliefert, das dem Täter den Penis abgebissen hat. Sie schwebt in Lebensgefahr. Meredith und Derek behandeln die Patientin. Später sucht auch der Täter Hilfe im Krankenhaus und wird festgenommen. Außerdem kümmert sich Meredith um ein Baby, bei dem sie einen Herzfehler erkennt, obwohl es nicht in ihren Zuständigkeitsbereich fällt, weswegen sie kritisiert wird. Cristina und Alex haben Probleme damit, dass sie keine anspruchsvollen Fälle zugeteilt bekommen. George leidet darunter, dass die meisten seiner Patienten gestorben sind. Izzie verarztet eine illegal eingewanderte Asiatin außerhalb des Krankenhauses und macht sich damit strafbar. Preston wird von Richard informiert, dass nicht er, sondern Derek den Posten des Chefarztes übernehmen soll. |           |                            |                                |                      |                                           |                    |                                    |
| 3 | 3         | Überleben ist alles        | Winning a Battle, Losing a War | 10. Apr. 2005        | 20. März 2006                             | Tony Goldwyn       | Shonda Rhimes                      |
| Es findet ein gefährliches Fahrradrennen in Seattle statt, welches Opfer fordert: einen Fahrer und einen Passanten, der angefahren wurde. Der Mann kann durch eine Organspende das Leben eines Freundes von Dr. Webber retten. Der Fahrradfahrer bekommt schwere Blutungen, überlebt aber. Meredith, die mittlerweile mit Izzie und George zusammenlebt, hat keine Lust mehr auf Mitbewohner, doch schon bald erkennt sie, dass es auch Vorteile hat, Leute um sich zu haben. |           |                            |                                |                      |                                           |                    |                                    |
| 4 | 4         | Niemandsland               | No Man’s Land                  | 17. Apr. 2005        | 27. März 2006                             | Adam Davidson      | James D. Parriott                  |
| George ist verärgert, weil Meredith und Izzie nicht auf seine Privatsphäre achten und ihn eher als gute Freundin betrachten. Eine frühere Oberschwester wird eingeliefert, die schließlich im Krankenhaus im Beisein von Cristina stirbt. Preston tröstet sie. Meredith freut sich, dass ihre Mutter sich noch an diese Oberschwester erinnern kann. Izzie hat einen Patienten, der sich aus Schamgefühl aufgrund von Izzies Modelvergangenheit nicht von ihr operieren lassen will. |           |                            |                                |                      |                                           |                    |                                    |
| 5 | 5         | Die Last der Verantwortung | Shake Your Groove Thing        | 24. Apr. 2005        | 3. Apr. 2006                              | John David Coles   | Ann Hamilton                       |
| Meredith, Izzie und George wollen eine Einweihungsparty feiern und sagen dabei Meredith nicht, dass die Feier größer werden soll als gedacht. Durch die Gelegenheit, bei einer Hirn-OP dabei zu sein, verpasst Izzie die Feier. Im Gegensatz dazu kommt Derek und schläft mit Meredith. Beide werden in flagranti von Bailey erwischt. Meredith hat dazu noch Stress mit ihrer Mutter, da ihre Alzheimererkrankung immer schlimmer wird, sowie mit dem Gesetz, da sie einen leichtsinnigen Fehler nicht gemeldet hat. Auch Preston muss einen Kunstfehler eingestehen, denn er vergaß in seiner Anfangszeit ein Tuch in einer Patientin. Am Ende der Folge beginnen Preston und Cristina eine Affäre. |           |                            |                                |                      |                                           |                    |                                    |
| 6 | 6         | Der Morgen danach          | If Tomorrow Never Comes        | 1. Mai 2005          | 10. Apr. 2006                             | Scott Brazil       | Krista Vernoff                     |
| Derek wird von Dr. Bailey angewiesen, Meredith nicht mehr zu bevorzugen. George muss erkennen, dass Meredith eine Liebschaft hat und ist traurig. Eine Frau mit einem 60-Kilo-Tumor wird ins Krankenhaus eingeliefert. Zunächst wird sie Alex zugeteilt, der jedoch von dem Fall abgezogen wird, nachdem er abfällig über die Patientin gesprochen hat. Fast alle Ärzte sind schließlich beteiligt, den Tumor zu entfernen, jedoch ohne Erfolg. Die Patientin stirbt. Meredith kümmert sich außerdem um einen Parkinson-Patienten, der am Ende mit Hilfe eines Chips im Gehirn wieder laufen kann. Da Alex seinen Pieper nachlässigerweise nicht aufgeladen hat, schwebt ein Patient von ihm in Lebensgefahr. Izzie muss schließlich einspringen und im Krankenzimmer eine Not-OP vollziehen. |           |                            |                                |                      |                                           |                    |                                    |
| 7 | 7         | Der Selbstzerstörungsknopf | The Self-Destruct Button       | 8. Mai 2005          | 17. Apr. 2006                             | Darnell Martin     | Kip Koenig                         |
| Izzie und George kommen dahinter, dass Meredith und Derek eine Affäre haben. George, der in Meredith verliebt ist, fällt es schwer, mit Shepherd zusammenzuarbeiten. Als er für eine Hirn-OP berufen wird, dort aber erkennt, dass der Anästhesist ein Alkoholproblem hat, und dies Derek mitteilt, wird George von der OP abgezogen. Als Shepherd erkennen muss, dass George recht hatte, entschuldigt er sich bei ihm. Auch Izzie ist sauer auf Meredith. Aber als sie erkennt, dass Meredith nicht wegen der Karriere, sondern aus Liebe mit Derek zusammen ist, hat sie Verständnis. Cristina stellt fest, dass sie von Preston schwanger ist. |           |                            |                                |                      |                                           |                    |                                    |
| 8 | 8         | Glaubensfragen             | Save Me                        | 15. Mai 2005         | 23. Apr. 2006                             | Sarah Pia Anderson | Mimi Schmir                        |
| Meredith will von Derek mehr über sein Privatleben erfahren. Am Ende der Episode zeigt er ihr schließlich, wo er lebt: abgeschottet von der Großstadt in einem Wohnwagen. Eine extrem gläubige Jüdin wird ins Krankenhaus eingeliefert. Sie bräuchte eine Schweineherzklappe, um zu überleben, was aufgrund ihres Glaubens für sie aber nicht in Frage kommt. Durch Alex bietet sich ihr die Gelegenheit, eine Rinderklappe implantiert zu bekommen. Die schwangere Cristina bekommt eine Krebspatientin zugeteilt, welche ebenfalls schwanger ist. Diese steht vor der großen Entscheidung, das Baby abzutreiben oder selbst bald zu sterben. Sie entscheidet sich für ihren Tod, wofür Cristina kein Verständnis hat. Izzie bekommt einen Hellseher zugeteilt. Erst verabscheut sie ihn, da ihre Mutter durch Hellseher ihr Geld verloren hat. Als sie aber merkt, dass seine Visionen echt sind, glaubt sie ihm und nimmt wieder Kontakt zu ihrer Mutter auf. George lädt die Krankenschwester Olivia zu einem Date ein.                                 |           |                            |                                |                      |                                           |                    |                                    |
| 9 | 9         | Geheimnisse                | Who’s Zoomin’ Who?             | 22. Mai 2005         | 1. Mai 2006                               | Wendy Stantzler    | Gabrielle Stanton & Harry Werksman |
| Prestons bester Freund wird eingeliefert. Man stellt fest, dass er Eierstöcke hat und keine Kinder zeugen kann. Da seine Freundin schwanger ist, ist es sicher, dass sie ihm nicht treu war. Preston erzählt seinem Freund schließlich davon. Izzie und Cristina nehmen eine unerlaubte Autopsie vor. Obwohl sie sich strafbar gemacht haben und deshalb Ärger von Bailey bekommen, stellt sich heraus, dass der Patient an einer vererbbaren Krankheit gestorben ist, womit Cristina und Izzie seiner Tochter, die sich noch rechtzeitig testen und behandeln lassen kann, möglicherweise das Leben gerettet haben. George wurde mit Syphilis angesteckt und hat deswegen eine Krise mit Olivia, die ihm beichtet, zuvor mit Alex geschlafen zu haben. George schlägt deswegen auf seinen Kollegen ein. Dr. Webber wird an den Augen operiert. Er bemerkt danach, dass Grey und Shepherd eine Affäre haben. Am Ende der Folge trifft Dereks Frau Addison im Seattle Grace Hospital ein. Derek hatte Meredith bisher verheimlicht, dass er verheiratet ist. |           |                            |                                |                      |                                           |                    |                                    |

## Erwähnenswertes
- Dr. Preston Burke und Dr. Cristina Yang beginnen in der ersten Staffel eine Affäre. Ihre Synchronsprecher Christin Marquitan und Johannes Baasner spielten gemeinsam 1992 bei Gute Zeiten, schlechte Zeiten ein Liebespaar.
- Die Erzählung am Anfang der Folge Bisher bei Grey’s Anatomy wird nicht etwa von der Protagonistin Dr. Meredith Grey eingeleitet, sondern von der Stimme von Dr. Miranda Bailey.
- Für die Regie in Folge 1 & 2 wurde Peter Horton für den Emmy nominiert.

## Episodentitel
Jeder Episodentitel bei Grey’s Anatomy ist gleichzeitig ein Liedtitel eines Musikstückes.
| Nr. | Episode                    | Anspielung des Originalepisodentitels                 |
| --- | -------------------------- | ----------------------------------------------------- |
| 1   | Nur 48 Stunden             | The Beatles – A Hard Days Night                       |
| 2   | Grenzen                    | Sheryl Crow – The First Cut is the Deepest            |
| 3   | Überleben ist alles        | Kings of Convenience – Winning A Battle, Losing A War |
| 4   | Niemandsland               | Eric Bogle – No Man’s Land                            |
| 5   | Der Schmerz                | Peaches & Herb – Shake Your Groove Thing              |
| 6   | Der Morgen danach          | Lulu & Ronan Keating – If Tomorrow never comes        |
| 7   | Der Selbstzerstörungsknopf | Dana Monteith – Self-Destruct Button                  |
| 8   | Glaubensfragen             | Queen – Save Me                                       |
| 9   | Geheimnisse                | Aretha Franklin – Who’s Zoomin’ Who?                  |